# Friedrich von Krane
Friedrich Wilhelm Karl Theodor Maria Freiherr von Krane (* 14. November 1812 in Hamm, Westfalen; † 29. August 1874 in Münster, Westfalen) war ein preußischer Oberst und hippologischer Schriftsteller.

## Leben
Friedrich von Krane war ein Sohn des preußischen Majors Franz von Krane (* 1780; † 1820) und dessen Frau Henriette, geborene von Rappard (* 1775; † 1817). Er entstammte damit dem westfälischen (Grafschaft Mark) Uradelsgeschlecht von Krane. Sein älterer Bruder war Franz von Krane.
Er wurde, da er früh verwaist war, von Jesuiten für den geistlichen Stand erzogen. Dieser hielt ihn aber offenbar nicht von seiner militärischen Laufbahn ab. Er ging ins preußische Cadettencorps und im Jahr 1830 in das vierte Kürassierregiment. Zu einem unbekannten Zeitpunkt formierte er das 2. Schlesische Dragonerregiment Nr. 3, resignierte aber im Jahr 1865 wegen seines körperlichen Zustandes.
Als Schriftsteller über Pferdekunde und Reitdienst (Hippologie) erlangte er Bedeutung. Im Jahr 1843 wurde er als Landwehr-Eskadronsführer in Riesengebirge kommandiert. Der harte Boden „verleidete“ ihm aber seinen bisher so ausgiebigen Umgang mit Pferden, weswegen er sich auf die wissenschaftliche Theorie konzentrierte.
Sein in seiner Ausbildung bei den Jesuiten erlerntes „scharfes logisches Denken“ kombinierte er mit „klare[r] Ausdrucksweise in Wort und Schrift“ und seinem Zeichentalent.
In seinen letzten Lebensjahren verfasste Krane auch belletristische Werke.

## Werke
wissenschaftlich
- Beurtheilung des Pferdes beim Ankauf.
- Dressur des Reitpferdes. 1856; books.google.de
- Pferd und Wagen. 1860; books.google.de
- Anleitung zum Ertheilen eines systematischen Unterrichts in der Soldatenreiterei. 1868; books.google.de
- Anleitung zur Ausbildung der Cavallerieremonten. archive.org.

belletristisch
- Aus der Säbeltasche eines alten Cavalleristen.
- Reiter und Jäger (Volltext von Band 2)
- Der Kapitän. Erlebnisse eines westfälischen Edelmannes. 1874 (Volltext)